# Fabian Meller
Fabian Meller (* 29. Juli 1993 in Wien) ist ein österreichischer Steadicamoperator und Kameramann.

## Leben
Fabian Meller sammelte schon als Teenager Erfahrungen als Kameraoperator. Neben seiner Tätigkeit als Steadicamoperator für Werbefilme, Fernsehfilme und Videoproduktionen arbeitet er auch als Kameramann für Film- und Fernsehproduktionen.

## Filmografie
- 2014: Bystander Effect (Kurzspielfilm)
- 2018: Guilt (Kurzspielfilm)
- 2019: SOKO Kitzbühel (Fernsehserie, Folgen 252–254)
- 2020: SOKO Kitzbühel (Fernsehserie)
- 2021: Vorstadtweiber (Fernsehserie)
- 2024: Die Liesl von der Post – Jugendsünden (Fernsehreihe)
- 2024: Die Liesl von der Post – Klapperstorch (Fernsehreihe)